# Zarxes
Zarzes o Zarxes (en llatí: Zarzas, Zarxas, en grec antic: Ζάρζας, Ζάρξας) va ser un militar d'origen libi.
Era comandant d'un cos de mercenaris al servei de Cartago, i va participar en la Guerra dels Mercenaris. Assetjat per Hamílcar Barca i sense subministraments, els mercenaris es van haver de rendir pressionats per la gana. Amílcar el va fer crucificar probablement l'any 238 aC.